# Richard Plange
Richard Plange (ur. 24 grudnia 1892, zm. 19 maja 1918) – niemiecki as myśliwski z czasów I wojny światowej z 7 potwierdzonymi zwycięstwami powietrznymi. Dowódca Jagdstaffel 36.
Richard Plange służbę w eskadrze myśliwskiej Jagdstaffel 2 rozpoczął we wrześniu 1917 roku. Pierwsze zwycięstwo powietrzne odniósł 6 listopada 1917 roku. Do kwietnia odniósł w jednostce 7 zwycięstw. 29 kwietnia został przeniesiony na stanowisko pełniącego obowiązki dowódcy Jagdstaffel 36. Od 16 maja otrzymał nominację na dowódcę. Trzy dni później w czasie walki z pilotami z 10 Squadron RFC jego Fokker Dr.I o numerze seryjnym 546/17 rozbił się na terenie wroga. Richard Plange zginął.